# レノン・ミラー
レノン・リー・ミラー（Lennon Lee Miller, 2006年8月25日 - ）は、スコットランド・ノース・ラナークシャー・ウィショー出身のサッカー選手。スコティッシュ・プレミアシップ・マザーウェルFC所属。ポジションはMF。

## クラブ経歴

### マザーウェルFC
8歳の時にマザーウェルFCのユースチームに入団。2022年に16歳でトップチームに昇格。9月1日のスコティッシュリーグカップのインヴァネス・カレドニアン・シッスルFC戦で後半34分に交代で起用され、16歳6日の若さでプロデビュー。試合は4-0で勝利し、クラブの136年の歴史の中で最年少の選手になった。更に12月28日のスコティッシュ・プレミアシップのレンジャーズFC戦では、後半21分にカラム・スラッテリーとの交代で起用され、リーグ戦初出場。翌2023-24シーズンからは早速先発に定着。2023年11月1日のリーグ戦のアバディーンFC戦では、左膝の膝蓋骨を骨折する重傷を負ったものの、同月15日には2026年までの契約に合意。早速プレミアリーグの各チームからの関心が報じられた。

## 代表歴
プロデビュー前の2021年より、U-17のスコットランド代表でプレー。更に2023年からは、飛び級でU-19代表でプレーしている。

## 人物
- 父は元スコットランド代表のリー・ミラー (Lee Miller)で、2006年から3年間、同国代表で3試合プレーした。